# Pavel Černík
Pavel Černík (* 27. března 1966 v Brně) je bývalý československý fotbalista, útočník.

## Fotbalová kariéra
V československé lize nastoupil za Zbrojovku Brno v 9 utkáních, vstřelil jeden gól (12. května 1991 v Praze Spartě). Od 25. září 1990 do 31. prosince 1990 hostoval ve Slušovicích. Později hrál župní (krajský) přebor za RAFK Rajhrad (1994–1998, 2002–2004), dále působil v klubech FC Vinohrady Sádek (2005–2007), FC Čáslavice-Sádek (2007) a SK FC Doubravník (2008). Nastupuje za Bolkovu jedenáctku.

## Ligová bilance
| Ročník                                   | Zápasy | Góly | Klub              |
| ---------------------------------------- | ------ | ---- | ----------------- |
| 1. československá fotbalová liga 1990/91 | 9      | 1    | FC Zbrojovka Brno |
| CELKEM                                   | 9      | 1    |                   |